# ورنون ولز (بازیگر)
ورنون ولز (به انگلیسی: Vernon Wells) (زاده ۳۱ دسامبر ۱۹۴۵) بازیگر استرالیایی است. از فیلم‌های معروف او می‌توان به کماندو اشاره کرد.